# Schloss Štítina
Das ehemalige Schloss Štítina (deutsch Schloss Stettin) befand sich in Štítina in Mährisch-Schlesien, Tschechien. Es lag etwa acht Kilometer südöstlich der Stadt Troppau.

## Geschichte
Der Ort Štítina wurde unter der damaligen Bezeichnung Troubky erstmals 1282 erwähnt. Er war im Besitz der Brüder Wok und Jaroslaw von Stetten (Vok a Jaroslav ze Štítina), deren Nachkommen Troubky bis 1370 besaßen.
Die Feste Štítina wurde zusammen mit der Siedlung Troubky erstmals 1377 bei der Aufteilung des Herzogtums Troppau erwähnt. 1432 war die Feste im Besitz des Hartel Tunkl, der sie im selben Jahr dem Čěňek von Tworkau verkaufte. 1582 bis 1599 erfolgte vermutlich unter Nikolaus Tworkau der Umbau der Feste in ein vierflügeliges Schloss im Renaissancestil, das von einem Wehrgraben umgeben war. Weitere Besitzer waren die Herren  Mosch von Moritsch, von Bock und die Chorynský von Ledska. Die Letzteren ließen nach 1785 den Wehrgraben zuschütten und im Schloss eine herrschaftliche Brauerei einrichten. 1837 verkaufte Ernst Otto Czeike von Badenfeld Štítina/Stettin dem Deutschen Ritterorden. Dieser nutzte das Schloss als Verwaltungs- und Wirtschaftsgebäude der gleichnamigen Grundherrschaft, zu der auch Hrabyně gehörte. Nach dem Zweiten Weltkrieg wurde das Schloss dem Verfall preisgegeben und 1988 abgetragen. Erhalten sind lediglich ein Teil des Wassergrabens und der Schlossteich.